# Кріс Зорічіч
Кріс Зорічіч (англ. Chris Zoricich, нар. 3 травня 1969, Окленд) — новозеландський футболіст хорватського походження, що грав на позиції захисника.
Виступав, зокрема, за клуб «Брисбен Страйкерс», а також національну збірну Нової Зеландії, з якою є дворазовим володарем Кубка націй ОФК (1998, 2002) та дворазовим учасником Кубка конфедерацій.

## Клубна кар'єра
У дорослому футболі дебютував 1989 року виступами за команду «Папатоетое», а на початку 1990-х рокыв переїхав в Англію у клуб «Лейтон Орієнт», в складі якого він провів 62 зустрічі у Третьому футбольному дивізіоні. У 1993 році Зорічіч повернувся в Нову Зеландію, уклавши контракт з командою «Сентрал Юнайтед», в складі якої грали футболісти з хорватськими корінням.
Своєю грою Кріс привернув увагу представників тренерського штабу австралійського клубу «Брисбен Страйкерс», до складу якого приєднався 1994 року. Відіграв за брисбенську команду наступні два сезони своєї ігрової кар'єри, після чого знову відправився в Англію. Провівши одну гру в команді «Веллінг Юнайтед», він уклав контракт з «Челсі» Руда Гулліта, але жодного разу так і не зіграв в їх складі, беручи участь найчастіше в молодіжному турнірі команд АПЛ.
У 1997 році Кріс повернувся до «Брисбен Страйкерс», провівши за нього ще два сезони, після чого пограв за інші австралійські команди «Сідней Олімпік» та «Ньюкасл Юнайтед Джетс».
У 2003 році Зорічіч втретє відправився до Англії, де став виступати за ряд невеличких клубів — «Маргейт», «Сент-Олбанс Сіті», «Гарлоу Таун», «Борем Вуд» та «Гейбрідж Свіфтс», а завершив ігрову кар'єру у команді «Вілдстоун» з сьомого за рівнем дивізіону Англії, де виступав протягом 2005—2007 років.
У 2010 році Зорічіч відновив свою ігрову кар'єру і ще недовго виступав за новозеландський «Сентрал Юнайтед».

## Виступи за збірну
27 березня 1988 року дебютував в офіційних матчах у складі національної збірної Нової Зеландії в товариській грі проти Ізраїлю (0:1). Поступово став основним гравцем, зігравши у обох матчах на Кубку націй ОФК 1996 року проти Австралії, але його команда програла (0:0 і 0:3) та не вийшла у фінал.
Втім вже на наступному Кубку націй ОФК 1998 року в Австралії новозеландці здобули титул переможця турніру, а Зорічіч зіграв у всіх чотирьох матчах —проти Таїті, Вануату, Фіджі та фіналу проти Австралії. Перемога дозволила новозеландцям представляти федерацію на Кубку конфедерацій 1999 року, вперше у своїй історії. На турнірі в Мексиці Кріс зіграв у всіх трьох матчах — з США, Німеччиною та Бразилією, але його команда програла всі три гри і не вийшла з групи. При цьому саме Зорічіч у грі проти американців (1:2) забив дебютний і єдиний гол своєї команди на турнірі.
На черговому Кубку націй ОФК 2000 року у Французькій Полінезії Зорічіч на поле не виходив, а його команда поступилась австралійцям у фіналі і здобула лише «срібло». 
За два роки на домашньому Кубку націй ОФК 2002 року Зорічіч вдруге у кар'єрі здобув титул переможця турніру, і знову як основний гравець. Це дозволило збірній і Крісу ще раз поїхати на розіграш Кубка конфедерацій 2003 року. На турнірі у Франції Зорічіч, який і цього разу був капітаном, взяв участь у двох матчах, з Японією та Францією, і гра проти французів (0:5) 22 червня стала останньою для Кріса у збірній. 
Всього протягом кар'єри у національній команді провів у її формі 58 матчів, забивши 1 гол.

## Титули і досягнення
- Володар Кубка націй ОФК: 1998, 2002
- Срібний призер Кубка націй ОФК: 2000